# Monodelphis ronaldi
Monodelphis ronaldi is een zoogdier uit de familie van de opossums (Didelphidae). De wetenschappelijke naam van de soort werd voor het eerst geldig gepubliceerd door Solari in 2004.

## Voorkomen
De soort komt voor in het zuidoosten van Peru.